# Діанетика
Діанетика [від грец. διά (dia) — «через» і νοῦς (nous) — «душа», «розум»] — новітня наука про розум і мислення та їхній вплив на всі процеси в тілі людини, метою якого є  «звільнення людини від таких особливостей її психіки, які викликають тривожність, депресію та невроз, а також досягнення внутрішнього спокою, мудрості, міцного здоров'я і найвищої душевної досконалості задля щасливого життя».
Діанетика постала основою прикладної, фактично релігійної філософії, — саєнтології.

## Заснування теорії
Засновником Діанетики, новітнього методу впливу на психічний стан людини, є американський вчений-ядерник, філософ і письменник Л. Рон Хаббард. Його книга «Діанетика: сучасна наука розумового здоров'я» (пізніше: «Діанетика: сучасна наука про розум»), видана в 1950 році, стала бестселером і надалі посібником для використання технології очищення та раціоналізації психіки людини. 
Л. Рон Хаббард був переконаний: «У сьогоднішньому світі немає жодної проблеми, яку не можна було б розв'язати одним тільки розумом». Його послідовники стверджують, що з допомогою цієї методики можна з'ясувати, які події минулого є причиною теперішніх проблем людини.
Суть діанетичної терапії полягає у проведенні індивіда через збережені в підсвідомості «критичні точки», в результаті чого, повторне їх переживання лікує від пов'язаних з ними недуг. Ця технологія терапії називається одитингом, а того, хто її здійснює — одитором. Людина, з допомогою одитора, знаходить «болючі точки» і ніби неодноразово «проживає» їх з моменту зачаття до повної розрядки негативної енергії, акумульованої в них. У результаті одитингу людина отримує вільний, від колишніх жахів і комплексів, «чистий» розум з оновленими повноцінними почуттями і емоціями.
Результатом діанетичної терапії є повністю розумна істота, у якій все зайве і «неправильне» вилучене. Така людина високоетична, і всі її дії спрямовані проти насилля, безладу, наркоманії та придушення людини.

## Критика
Найбільш критично до Діанетики і Саєнтології ставляться психіатри, тому що, як стрверджує Діанетика, людина може стати душевно здоровою, застосовуючи діанетичну процедуру без будь-якого медичного втручання.
Примітки
1. 1 2 3  Hubbard, L. Ron (1999, 2009). Dianetics: the modern science of mental health (English) . USA: New Era. с. 683.
2. 1 2 3 4  Хаббард, Л. Рон (1999, 2009). Діанетика: сучасна наука про розум (українська) . США: New Era. с. 683.
3. 1 2  Хаббард Л. Р. Діанетика: вихідні тези / Л. Рон Хаббард. –  New Era, 2009. – 175 с.
4. ↑  Хаббард Л. Р. Саентология: Новий погляд на життя / Л. Рон Хаббард. – New Era, 2007. – 373 с. ISBN 978-87-7687-056-0.
5. ↑  Хаббард Л. Р. Самоаналіз: практичне керівництво по самовдосконаленню / Л. Рон Хаббард. – New Era, 2007. – 375 с. ISBN 978-87-7989-958-2.